# Luminiș (okręg Neamț)
Luminiș – wieś w Rumunii, w okręgu Neamț, w gminie Piatra Șoimului. W 2011 roku liczyła 1669 mieszkańców.